# Rosa 'Garden Party'
'Garden Party' (el nombre de la Obtención registrada de 'Garden Party'® ), es un cultivar de rosa que fue conseguido en California en 1959 por el rosalista estadounidense Herb Swim.

## Descripción
'Garden Party' es una rosa moderna cultivar del grupo Híbrido de té.
El cultivar procede del cruce de 'Charlotte Armstrong' x 'Peace'.
Las formas arbustivas del cultivar tienen porte erguido y alcanza de 90 a 200 cm de alto, con 60 cm de ancho. Las hojas son de color verde oscuro, semibrillante. Follaje coriáceo.
Capullos ovoides. Sus delicadas flores de color amarillo pálido o blanco o mezcla de blancos con los bordes rosa. Fragancia media. Rosa de diámetro medio de 4.75" con 28 pétalos. Grandes, completos. La flor con forma amplia, muy doble de 26 a 40 pétalos, generalmente en flor solitaria. En pequeños grupos, capullos altos centrados, floración en forma de copa. 
Florece en oleadas a lo largo de la temporada. Primavera o verano son las épocas de máxima floración, si se le hacen podas más tarde tiene después floraciones dispersas.

## Origen
El cultivar fue desarrollado en California por el prolífico rosalista estadounidense Herb Swim en 1959. 'Garden Party' es una rosa híbrida diploide con ascendentes parentales de 'Charlotte Armstrong' x 'Peace'.
La obtención fue registrada bajo el nombre cultivar de 'Garden Party'® por Herb Swim en 1959 y se le dio el nombre comercial de exhibición 'Garden Party'™.
- La rosa fue creada por Herb Swim en Armstrong Nurseries, California antes de 1959 e introducida en el resto de los Estados Unidos en 1959 como 'Garden Party'.[1]
- La rosa 'Garden Party' fue introducida en Estados Unidos con la patente "United States - Patent No: PP 1,814".[1]

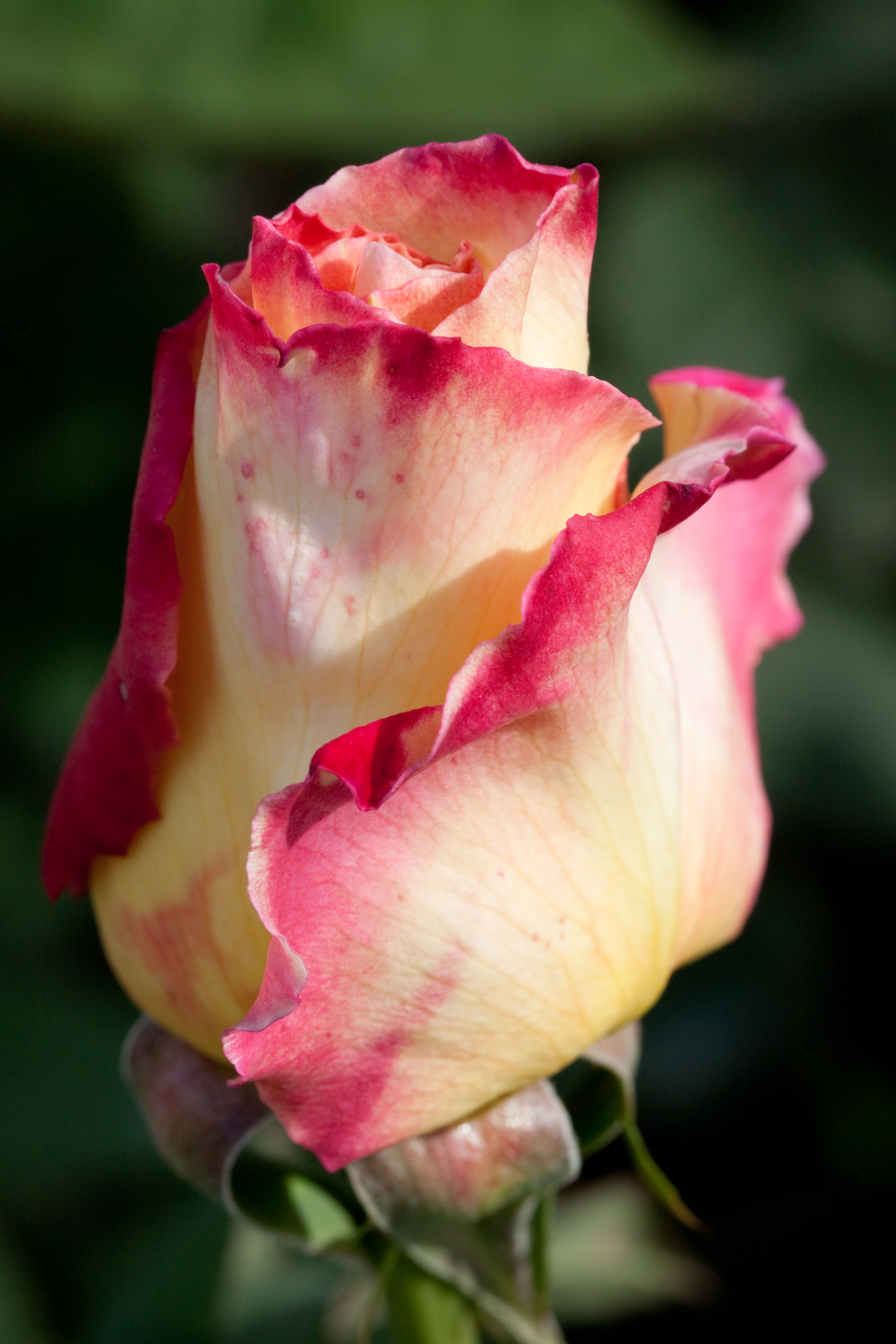
Capullo de 'Garden Party'.
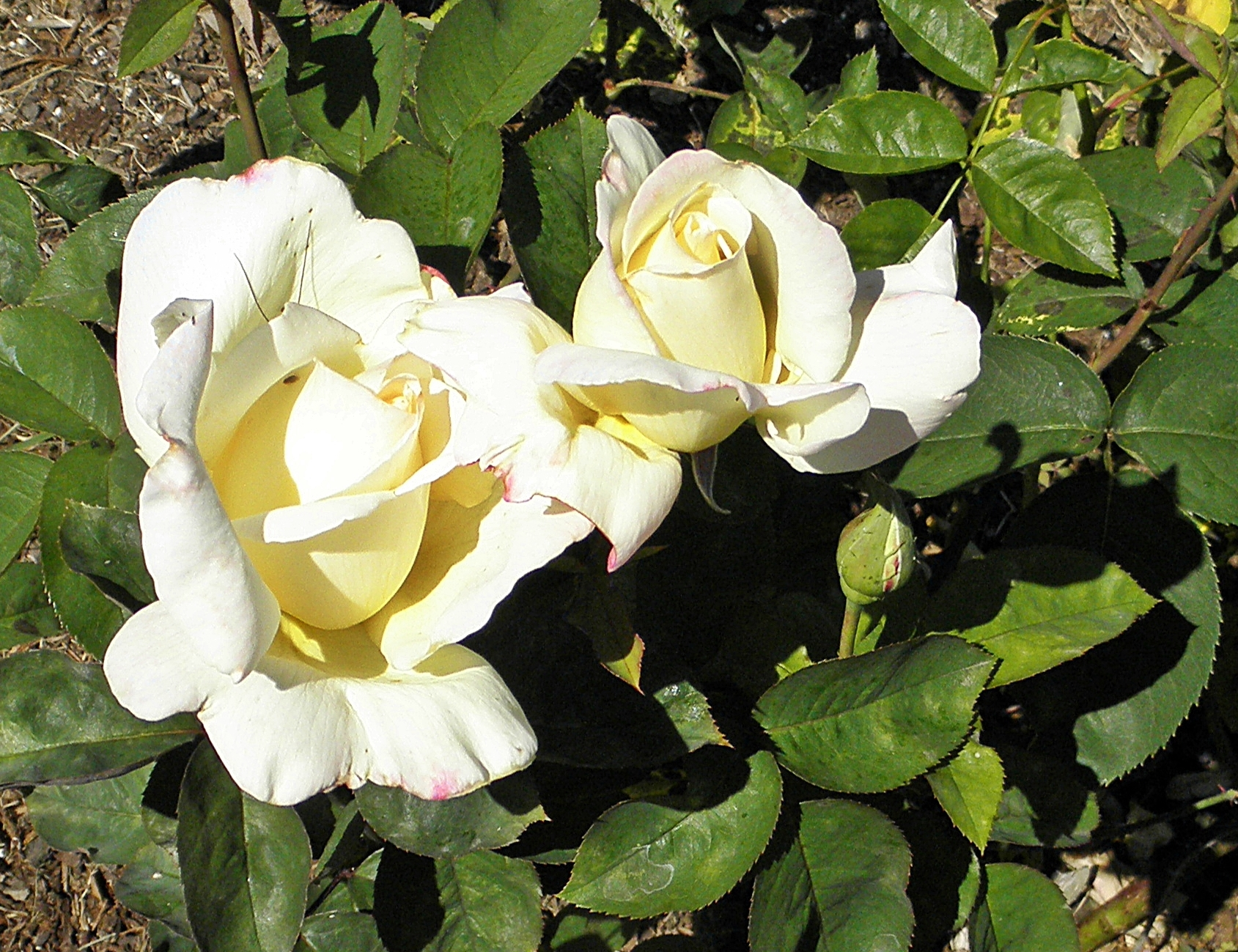
'Garden Party'
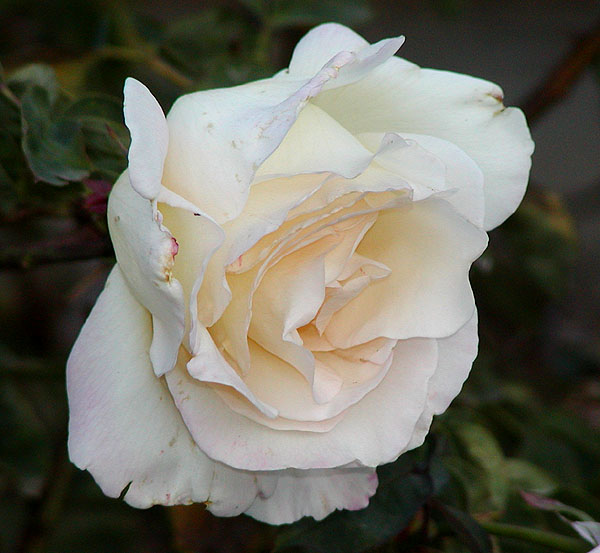
'Garden Party'
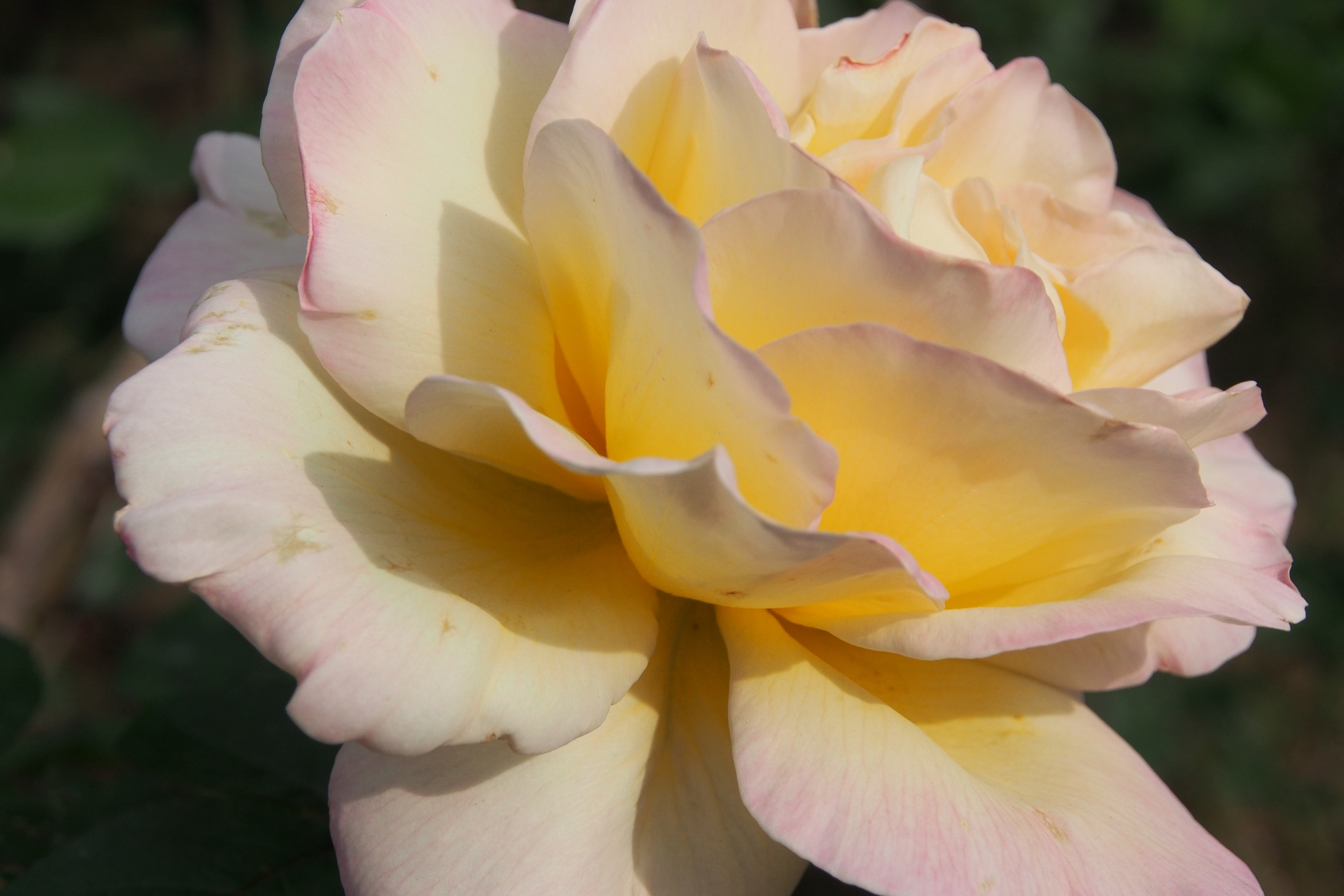
'Garden Party'

## Premios y galardones
- Bagatelle Médaille d'Or 1959.
- All-America Rose Selections 1960.

## Cultivo
Aunque las plantas están generalmente libres de enfermedades, es posible que sufran de punto negro en climas más húmedos o en situaciones donde la circulación de aire es limitada.
Las plantas toleran la sombra, a pesar de que se desarrollan mejor a pleno sol. En América del Norte son capaces de ser cultivadas en USDA Hardiness Zones 7b a más cálido. La resistencia y la popularidad de la variedad han visto generalizado su uso en cultivos en todo el mundo.
Puede ser utilizado para las flores cortadas, o jardín. Vigorosa. En la poda de primavera es conveniente retirar las cañas viejas y madera muerta o enferma y recortar cañas que se cruzan. En climas más cálidos, recortar las cañas que quedan en alrededor de un tercio. En las zonas más frías, probablemente hay que podar un poco más que eso. Requiere protección contra la congelación de las heladas invernales.

## Obtencionesyvariedadesderivadas
Debido a las características deseables de la rosa 'Garden Party', se ha utilizado como ascendente parental en cruces con otras variedades para conseguir híbridos obtenciones de nuevas rosas, así:

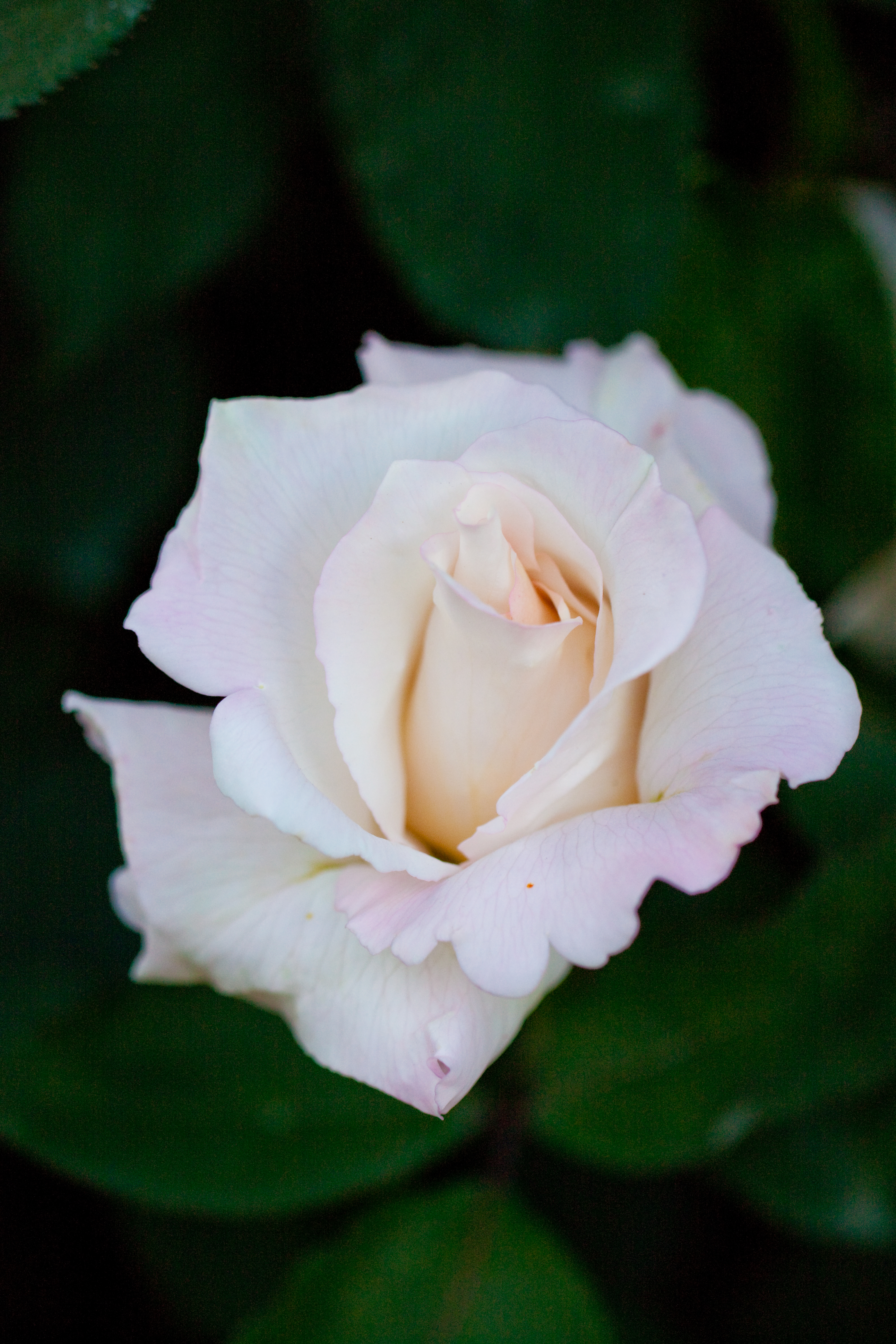
'Kokyu', Kono 1978. Rosa híbrido de cruce con ascendentes parentales de 'Lady X' x [ ('Garden Party' x 'Narcisse') x 'Goldene Sonne' ].
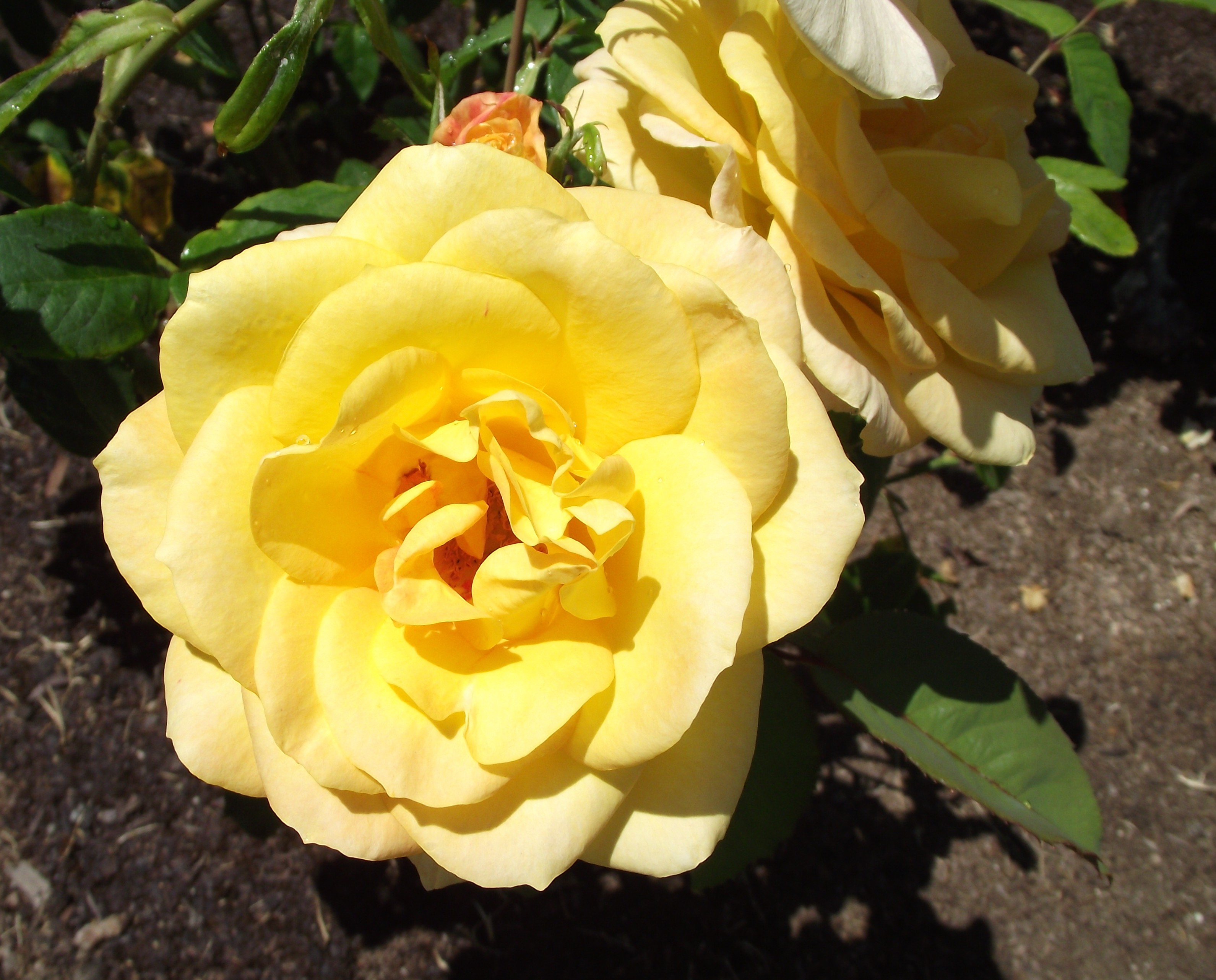
'Gold Medal', Jack E. Christensen 1982. Rosa híbrido de cruce con ascendentes parentales de Semillas: 'Gold Medal' y Polen: 'Granada' x 'Garden Party'.
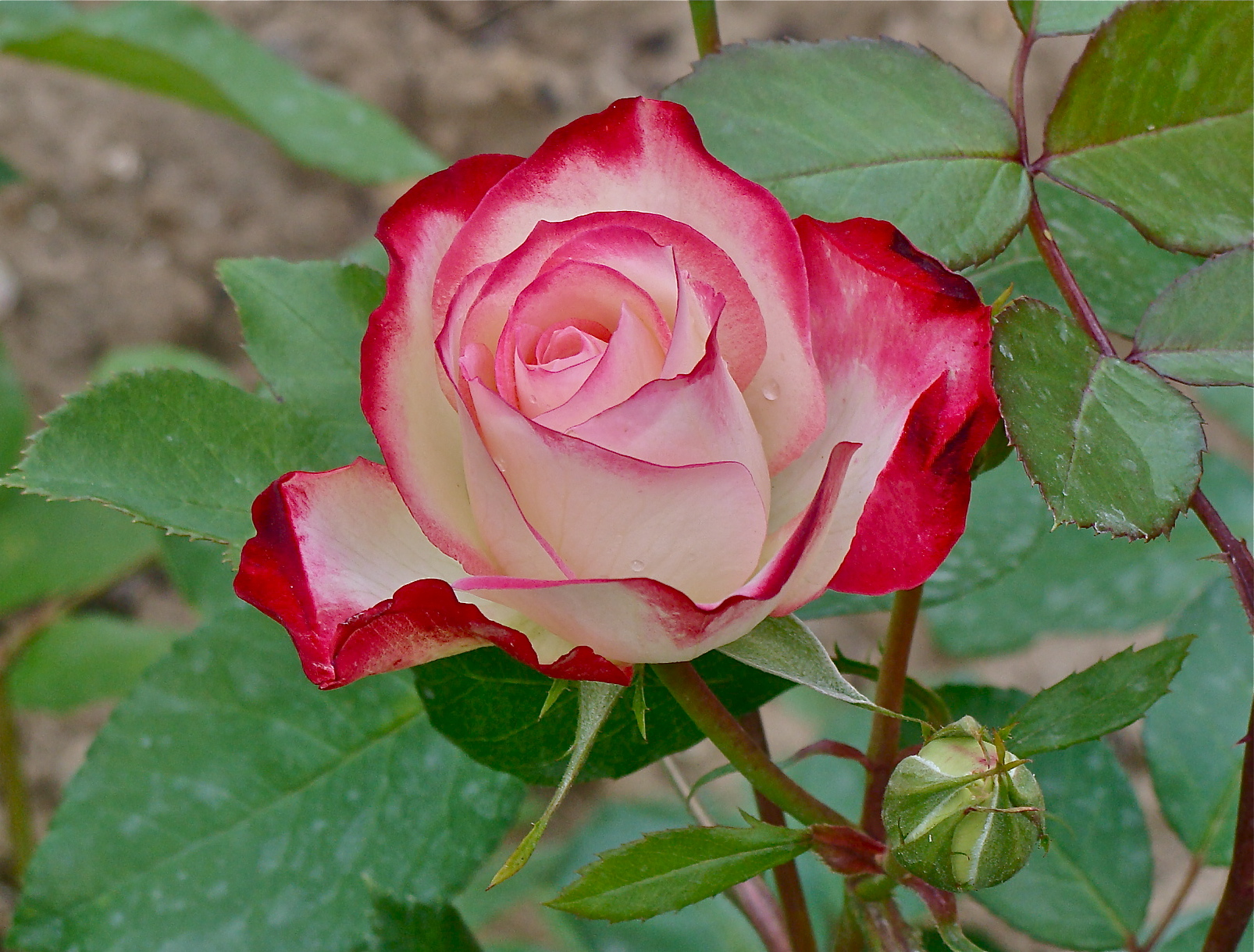
'Double Delight', Swim & Ellis 1997. Rosa híbrido de cruce con ascendentes parentales de  'Granada' x 'Garden Party'.